# Боромакот
Боромакот (тайск. สมเด็จพระเจ้าอยู่หัวบรมโกศ, также Маха Тхаммарачатхират II, тайск. สมเด็จพระมหาธรรมราชาธิราชที่ ๒; ум. 1758) — монарх Королевства Аютия в 1733-1758 гг. из династии Бан Пхлу Луанг.

## Биография
Был назначен своим братом Тайсра (1709-1733) соправителем (упаратом). После смерти последнего, крупнейшие должностные лица выступили против Боромакота, поддерживая претензии его племянника. Согласно тайскому историку Дамронгту, в столице развернулась гражданская война. Боромакот был поддержан представителями торговли. В этой войне погибли многие представители старой столичной знати. Конфликт закончился победой Боромакота.
Правление Боромакота продолжалось 25 лет и отличалось устойчивостью. Тайская историография характеризует его как "золотой век". Сооружались новые храмы, развивалось искусство: литература и театр.
Однако, ситуация усложнилась во второй половине правления Боромакота. Появились признаки ухудшения положения земледельцев (прай луанг), распространились шайки бандитов (наклэнг).
Боромакот ввёл запрет на занятие государственных должностей лицами, не получившими образования в буддийских монастырях. В итоге, ограничивалась возможность занятия должностей выходцами из китайской общины, получившими к ним доступ в начале XVIII в.